# Infinitivattribut
Ett infinitivattribut är ett attribut som utgörs av en infinitiv. Huvudordet är ett substantiv. Man kan urskilja några typer.
1. Attributet motsvarar objektpositionen vid ett verb, till exempel förmågan att le. Jfr Han förmådde le.
2. Attributet motsvarar komplementpositionen vid ett adjektiv, till exempel vanan att stiga upp tidigt. Jfr Han var van att stiga upp tidigt.
3. Attributet motsvarar subjektpositionen vid ett adjektiv, till exempel svårigheten att förstå hans engelska. Jfr Det var svårt att förstå hans engelska.
4. Huvudordet motsvarar objektpositionen vid infinitiven, till exempel detaljer att lägga märke till. Här finns också en modal betydelse; jfr parafrasen detaljer som man bör lägga märke till.
5. Huvudordet motsvarar en fri adverbialposition vid infinitiven, till exempel sätt att färdas. Jfr Vi färdas bekvämt.

I samtliga typer är de båda leden semantiskt sammanlänkade genom valens. I typ ett och två kan man bilda satser genom att lägga till subjektet, till exempel Han hade förmågan att le / vanan att stiga upp tidigt. Samma kan ske i typ tre, trots att subjektpositionen vid attributets huvudord här egentligen är upptagen, till exempel Hon hade fräckheten att insinuera att jag var fet. (Hon var fräck nog att... + Det var fräckt av henne att...).
En alternativ uttrycksform för detta attribut är genitivattribut; detta kan utgöras av ett verbalnomen, till exempel lidandets konst, eller, som i latinet, gerundium, till exempel modus vivendi (sätt att leva). Även förled i sammansättning kan vara ett alternativ, till exempel vilja att samarbeta - samarbetsvilja.